# Thiago Ribeiro
Thiago Ribeiro Cardoso (Pontes Gestal, 24 febbraio 1986) è un calciatore brasiliano, attaccante del Nova Mutum.

## Caratteristiche tecniche
Seconda punta dal tiro potente, Thiago Ribeiro è un calciatore abile nel dribbling e nel saltare l'uomo. Proprio quest'abilità gli ha valso uno dei due soprannomi, Thiago Ribéry (l'altro è el Diablo). Preciso nelle conclusioni, è stato limitato dagli infortuni, e si sacrifica spesso e volentieri durante la fase di non possesso. È capace di svariare per tutto il fronte d'attacco, potendo occupare varie posizioni offensive partendo generalmente da sinistra e scartando il proprio marcatore, in modo da creare superiorità numerica e tirare o crossare sul secondo palo.

## Carriera

### Club

#### Gli inizi
Ha esordito con il Rio Branco Esporte Clube di Americana nel 2004. In 5 presenze per il suo club nel Campionato Paulista segna 2 gol. 
Nell'estate del 2004 viene ceduto in prestito al Bordeaux, dove totalizza 7 presenze nella massima divisione francese prima di fare ritorno in Brasile al termine della stagione.

#### San Paolo, Al-Rayyan e Cruzeiro
Nel luglio del 2005 viene acquistato dal San Paolo e nello stesso anno vince la Coppa del mondo per club.
Nel 2006, durante la prima metà dell'anno, è il miglior realizzatore della squadra nel Campionato Paulista con 12 reti. Diventa una riserva a causa di un infortunio, che gli preclude la possibilità di essere convocato per il campionato del mondo 2006; la sua squadra vincerà il Campionato Brasiliano 2006.
Nel gennaio 2007 si trasferisce in Qatar per vestire la maglia del Al-Rayyan, mentre nell'agosto del 2008 è tornato in Brasile per giocare con il Cruzeiro, dove nel 2009 e nel 2011 ha vinto il Campionato Mineiro; è stato inoltre capocannoniere della Coppa Libertadores 2010 con 8 gol.

#### Cagliari
Il 17 agosto 2011 il giocatore viene ceduto in prestito con opzione di acquisto per un anno alla società italiana del Cagliari. L'operazione viene organizzata dal procuratore sportivo Juan Figer, possessore inizialmente del 50% del suo cartellino. Figer ne ha acquistato anche la seconda metà per circa 1.4 milioni di euro, per poi cederlo al club sardo. Esordisce in Serie A nella prima giornata contro la A.S. Roma. Segna il suo primo gol in Serie A il 17 settembre, nella vittoriosa sfida casalinga contro il Novara, durante la seconda giornata di campionato, conclusasi col punteggio di 2-1 in favore dei padroni di casa. Il 1º febbraio 2012 mette a segno una doppietta nella vittoria casalinga contro la Roma (4-2). Il 3 luglio 2012 viene riscattato dal Cagliari per 4 milioni di euro.
Il 5 dicembre 2012 mette a segno la sua prima tripletta con la maglia del Cagliari, nel quarto turno di Coppa Italia contro il Pescara, partita poi terminata 4-2 per i rossoblu. In campionato, conclude la stagione con 29 presenze e 2 reti (contro Siena e Palermo).

#### Santos
Il 20 luglio 2013 passa a titolo definitivo al Santos per una cifra pari a circa 3,5 milioni di euro, firmando un contratto fino al 2018. Esordisce con la maglia bianconera nella prima giornata del campionato brasiliano contro il Cruzeiro, subentrando a un quarto d'ora dalla fine. Realizza il suo primo gol con la nuova maglia il 31 agosto 2013, nella partita vinta dalla sua squadra per 2-0 contro la Fluminense.

#### Atlético Mineiro
Il 6 aprile 2015 passa in prestito all'Atletico Mineiro.

#### Varie esperienze in Brasile
Dopo un anno da svincolato viene acquistato dal Londrina Esporte Clube dove resta un anno, prima di passare al Guarani Futebol Clube, dove resta pochi mesi, da gennaio ad aprile, per firmare poi con il Red Bull Brasil, dove tre giorni dopo viene mandato in prestito al club affiliato Bragantino. A gennaio 2020 firma per il Grêmio Novorizontino.

## Statistiche

### Presenze e reti nei club
Statistiche aggiornate al 6 dicembre 2015.
| Stagione         | Squadra          | Campionato       | Campionato | Campionato | Coppe nazionali | Coppe nazionali | Coppe nazionali | Coppe continentali | Coppe continentali | Coppe continentali | Altre coppe | Altre coppe | Altre coppe | Totale | Totale |
| Stagione         | Squadra          | Comp             | Pres       | Reti       | Comp            | Pres            | Reti            | Comp               | Pres               | Reti               | Comp        | Pres        | Reti        | Pres   | Reti   |
| ---------------- | ---------------- | ---------------- | ---------- | ---------- | --------------- | --------------- | --------------- | ------------------ | ------------------ | ------------------ | ----------- | ----------- | ----------- | ------ | ------ |
| 2004             | Rio Branco-SP    | CP               | 5          | 2          | -               | -               | -               | -                  | -                  | -                  | -           | -           | -           | 5      | 2      |
| 2004-2005        | Bordeaux         | L1               | 7          | 0          | CF+CdL          | 0+0             | 0               | -                  | -                  | -                  | -           | -           | -           | 7      | 0      |
| 2005             | São Paulo        | A                | 11         | 4          | -               | -               | -               | CS                 | 1                  | 0                  | Cmc         | 0           | 0           | 12     | 4      |
| 2006             | São Paulo        | A                | 29         | 3          | -               | -               | -               | CL                 | 10                 | 1                  | RS          | 2           | 1           | 41     | 5      |
| Totale São Paulo | Totale São Paulo | Totale São Paulo | 40         | 7          |                 | -               | -               |                    | 11                 | 1                  |             | 2           | 1           | 53     | 9      |
| gen.-apr. 2007   | Al-Rayyan        | SL               | 30         | 15         | -               | -               | -               | -                  | -                  | -                  | -           | -           | -           | 30     | 15     |
| 2007-lug. 2008   | Al-Rayyan        | SL               | 13         | 5          | -               | -               | -               | -                  | -                  | -                  | -           | -           | -           | 13     | 5      |
| Totale Al-Rayyan | Totale Al-Rayyan | Totale Al-Rayyan | 43         | 20         |                 | -               | -               |                    | -                  | -                  |             | -           | -           | 43     | 20     |
| 2008             | Cruzeiro         | M1/MG+A          | 0+13       | 0+3        | -               | -               | -               | -                  | -                  | -                  | -           | -           | -           | 13     | 3      |
| 2009             | Cruzeiro         | M1/MG+A          | 6+30       | 0+8        | -               | -               | -               | CL                 | 9                  | 1                  | -           | -           | -           | 45     | 9      |
| 2010             | Cruzeiro         | M1/MG+A          | 10+35      | 5+8        | -               | -               | -               | CL                 | 12                 | 8                  | -           | -           | -           | 57     | 21     |
| 2011             | Cruzeiro         | M1/MG+A          | 12+7       | 8+1        | -               | -               | -               | CL                 | 6                  | 4                  | -           | -           | -           | 25     | 13     |
| Totale Cruzeiro  | Totale Cruzeiro  | Totale Cruzeiro  | 28+85      | 13+20      |                 | -               | -               |                    | 27                 | 13                 |             | -           | -           | 140    | 46     |
| 2011-2012        | Cagliari         | A                | 35         | 4          | CI              | 1               | 0               | -                  | -                  | -                  | -           | -           | -           | 36     | 4      |
| 2012-2013        | Cagliari         | A                | 29         | 2          | CI              | 3               | 3               | -                  | -                  | -                  | -           | -           | -           | 32     | 5      |
| Totale Cagliari  | Totale Cagliari  | Totale Cagliari  | 64         | 6          |                 | 4               | 3               |                    | -                  | -                  |             | -           | -           | 68     | 9      |
| 2013             | Santos           | A1/SP+A          | 0+24       | 0+7        | CB              | 2               | 0               | -                  | -                  | -                  | -           | -           | -           | 26     | 7      |
| 2014             | Santos           | A1/SP+A          | 17+21      | 6+4        | CB              | 4               | 1               |                    | -                  | -                  | -           | -           | -           | 42     | 11     |
| 2015             | Santos           | A1/SP+A          | 9+0        | 2+0        | CB              | 1               | 0               | -                  | -                  | -                  | -           | -           | -           | 10     | 2      |
| Totale Santos    | Totale Santos    | Totale Santos    | 26+45      | 8+11       |                 | 7               | 1               |                    | -                  | -                  |             | -           | -           | 78     | 20     |
| 2015             | Atlético Mineiro | M1/MG+A          | 3+33       | 1+9        | CB              | 0               | 0               | CL                 | 2                  | 0                  | -           | -           | -           | 38     | 10     |
| 2016             | Bahia            | B                | 0          | 0          | CB              | 0               | 0               | -                  | -                  | -                  | -           | -           | -           | 0      | 0      |
| Totale carriera  | Totale carriera  | Totale carriera  | 379        | 97         |                 | 11              | 4               |                    | 40                 | 14                 |             | 2           | 1           | 432    | 116    |

## Palmarès

### Club

#### Competizioni internazionali
- Coppa del mondo per club: 1

San Paolo: 2005

#### Competizioni nazionali
- Campionato brasiliano: 1

San Paolo: 2006

#### Competizioni statali
- Campionato Mineiro: 3

Cruzeiro: 2009, 2011
Atlético Mineiro: 2015

### Individuale
- Capocannoniere della Coppa Libertadores:1

2010 (8 gol)